# 타치바나 켄치
타치바나 켄치(일본어: 橘 ケンチ, 1979년 9월 28일 ~ )는 일본의 배우, 댄서이며, EXILE, EXILE THE SECOND의 멤버이다. 본명, 테라츠지 켄이치로(寺辻 健一郎).
카나가와 현 요코하마시 출생. 요코스카시 성장. LDH 소속. 메이지 대학 이공학부 전기 전자 공학과 졸업.

## 참가 그룹
- POLY-3 (2002년 ~ 불명)
- FULCRUM (2005년 ~ 2006년)
- RED BLOCKERZ (2006년 ~ 불명)
- 2대째 J Soul Brothers (2007년 1월 25일 ~ 2009년 3월 1일)
- EXILE (2009년 3월 1일 ~ )
- EXILE THE SECOND (2012년 ~ )

## 출연

### 영화
- 백댄서즈! (2006년, 가가 커뮤니케이션즈)
- 극장판 SPEC~클로즈~ (2013년, 토호) - 후쿠다 켄타로 역
- ROAD TO HiGH&LOW (2016년 5월 7일, 쇼치쿠) - 니카이도 역
  - HiGH&LOW THE MOVIE (2016년 7월 16일)
- 닌쿄 야로 (2016년, KATSU-do) - 무토 역

### 드라마
- 비바 BLUES (2011년 7월 ~ 9월, 닛폰 TV) - 마에다 후지오 역
- QP (2011년 10월 ~ 12월, 닛폰 TV) 마리오 역
- 스타맨·이 별의 사랑 (2013년 7월 ~ 9월, 칸사이 TV) - 사타케 코헤이 역
- 우리는 모두 죽었다♪ (2013년 12월 2일 ~ 2014년 2월 14일/2014년 7월 1일 ~ 9월 2일, NOTTV/TBS〔칸토 로컬〕) - 타카하시 다이키 역
- HiGH&LOW~THE STORY OF S.W.O.R.D.~ (2015년 10월 ~ 12월, 닛폰 TV) - 니카이도 역
  - HiGH&LOW Season2 (2016년 4월 ~ 6월)
- 나이트 히어로 NAOTO 제9화 (2016년 6월 17일, TV 도쿄) - 엔딩 댄스